# Омельченко Владислав Вікторович
Владислав Вікторович Омельченко (нар. 24 вересня 1975) — український професійний гравець у дартс, який грає в змаганнях PDC, WDF, та інших національних турнірах. У 2022 році він став першим гравцем з України, який кваліфікувався на чемпіонат світу з дартсу PDC. Він представляв Україну під час Кубка світу WDF (2019) та Кубка Європи WDF (2018). У минулому працював шахтарем.

## Кар'єра
У 2023 році вперше взяв участь у чемпіонаті світу PDC, але програв в першому колі англійському дартсмену Люку Вудхаусу з рахунком 0:3.